# Épervans
Épervans is een gemeente in het Franse departement Saône-et-Loire (regio Bourgogne-Franche-Comté). De plaats maakt deel uit van het arrondissement Chalon-sur-Saône. Épervans telde op 1 januari 2022 1.642 inwoners.

## Geografie
De oppervlakte van Épervans bedroeg op 1 januari 2022 12,5 vierkante kilometer; de bevolkingsdichtheid was toen 131,4 inwoners per km².

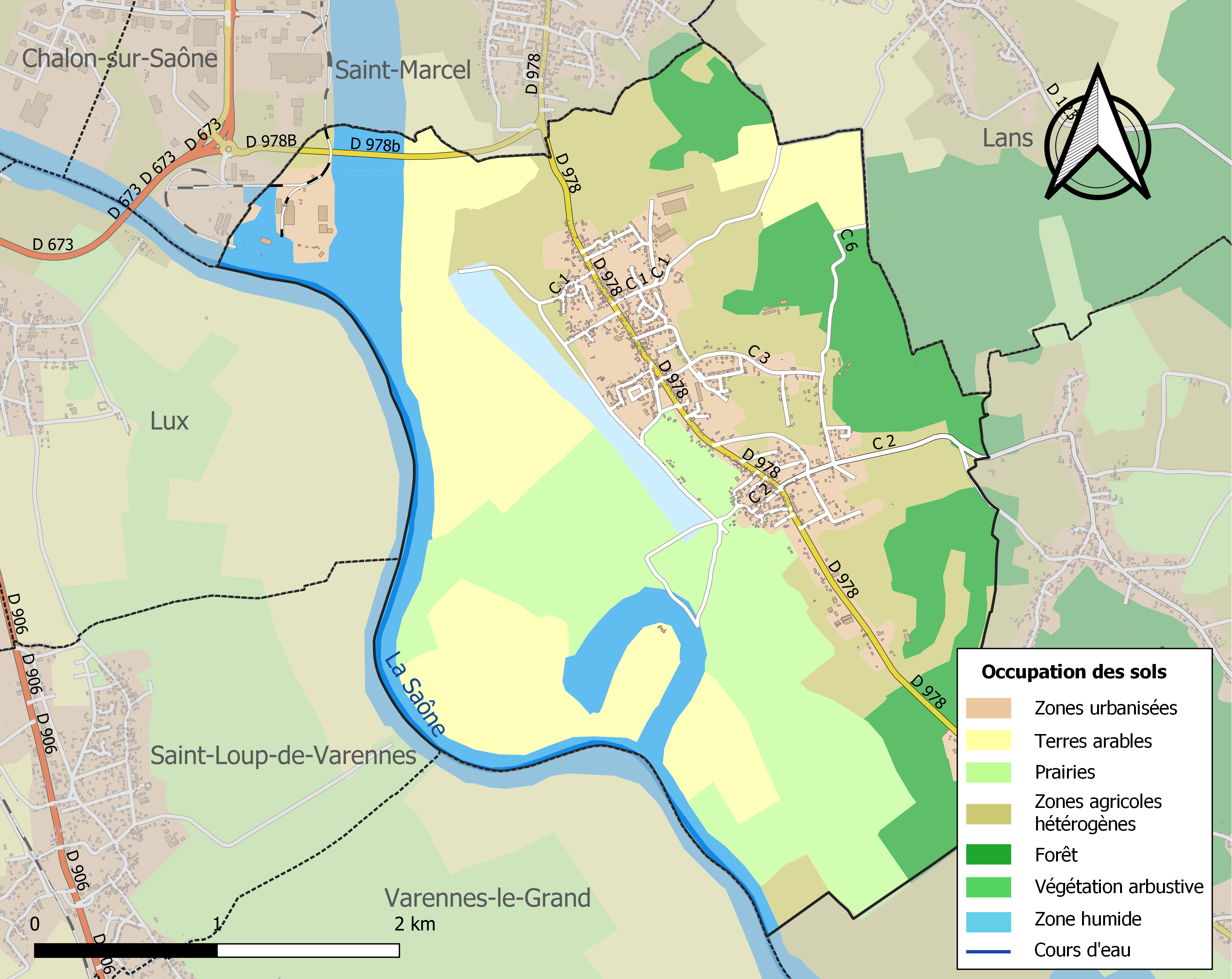
Kaart van de gemeente met de belangrijkste infrastructuur, bodemgebruik en omliggende gemeenten

## Demografie
Onderstaande figuur toont het verloop van het inwonertal (bron: INSEE-tellingen).